# Курильский чай
Кури́льский чай или Пятилистник (греколат. Pentaphylloides), или Лапчатник, или Дазифора (лат. Dasiphora), — род деревянистых растений семейства Розовые (Rosaceae), распространённый в Северном полушарии.

## Названия
Род получил своё название в России вслед за растением типового вида, благодаря использованию его взвара в качестве целебного и тонизирующего напитка местным населением на Курилах, Камчатке и в целом по Сибири.
В народе курильский чай иногда называют «могучкой».

## Ботаническое описание
Листопадные кустарники, распростёртые или достигающие 20—150 см высоты. Побеги шелковистые; кора на старых ветвях серая, отслаивающаяся. Прилистники плёнчатые. Листья непарноперистосложные или тройчатые, со сближенными листочками, листочки и черешки с сочленениями.
Цветки часто функционально однополые, одиночные или в собраны в немногоцветковые, кистевидные или зонтиковидные соцветия. Гипантий блюдцевидный. Наружных чашелистиков (долей подчашия), чашелистиков и лепестков по 5. Лепестки жёлтые или белые, обычно округлые, без выемки и почти без ноготка. Тычинок 10—30, расположены на 5-угольном диске, окружающем колонку цветоложа. Цветоложе голое, полушаровидное. Пестики многочисленные; столбики базальные, слегка булавовидные, толстые, отходят почти от основания завязи; рыльца крупные, толстые, лопастные. Плод — сборная семянка; плодики густо длинноволосистые.
Хромосомное число x = 7.

## Применение
Курильский чай кустарниковый давно известен в восточной медицине (тибетской, индийской, монгольской, китайской - восточной в целом). В тибетско-индийской и монгольской медицине отвары и настои этого растения применяли при желудочнокишечных инфекционных заболеваниях, в том числе при заболеваниях холерой, тифом и др. Жители Камчатки пили настои из листьев курильского чая кустарникового при острых болях в животе. Настой корней использовали для полоскания ротовой полости и горла, при маточных кровотечениях и в виде спринцеваний при белях. А на Сахалине отвар и настой из всех частей растения применяли для лечения туберкулеза легких.
В народной медицине Восточной Сибири водные отвары и настои курильского чая использовали как противовоспалительное, кровоостанавливающее, успокаивающее средство, наружно - при нарывах, ранах, фурункулах, потертостях, ожогах; густой отвар применяли при ангине, стоматите.
В народной медицине Монголии листья и цветки растения в виде водного настоя пили при кровавом поносе, как кровоостанавливающее и улучшающее аппетит средство. Кроме того, использовали его как успокаивающее и снотворное при различных нервно-психических заболеваниях. Отвар, приготовленный по методу монгольских народов, способен исцелить от различных видов головной боли.
В Западной Сибири препараты из облиственных побегов курильского чая применяют как противовоспалительное, вяжущее, противобактерицидное средство при заболеваниях желудка и кишечника, дизентерии, диспепсии, дисбактериозе, густой отвар эффективен для лечения заболеваний полости рта и ангине, а также при заболеваниях верхних дыхательных путей. Есть указания, что курильский чай нормализует обмен веществ, обладает легким мочегонным действием, благоприятен при циститах, лечит ночное недержание мочи
Проведенные фармакологические исследования выявили высокую биологическую активность экстрактов из курильского чая кустарникового.
В России курильский чай-лапчатку называют также «могучкой»

## Классификация
Систематическое положение пятилистника кустарникового, основного представителя рода Курильский чай, со времён К. Линнея и до настоящего времени остаётся спорным. Одна часть исследователей, такие как Х. Нестлер, И.Г.Х. Леман, Т. Вольф, относят данный вид к роду Лапчатка (лат. Potentilla). Другой точки зрения придерживаются ботаники А. Л. Дюамель дю Монсо, А. Лёве, В. И. Курбатский и другие, которые относят этот вид к роду Пятилист(оч)ники (греколат. Pentaphylloides), вычлененному из рода Лапчаток. Наконец, по мнению таких исследователей, как К. С. Рафинеск, П. А. Ридберг, С. В. Юзепчук и т. д., данный вид следует рассматривать в составе рода (также вычленяемого из Лапчаток) под названием Дазифора (лат. Dasiphora).
В современной российской ботанической литературе принято придерживаться последней сводки по флоре России, согласно которой этот вид, как и другие кустарниковые виды лапчаток относится к роду пятилисточник кустарниковый (греколат. Pentaphylloides).

## Таксономия
- Dasiphora Raf., 1840, Autik. Bot. : 167

Род выделен в качестве самостоятельного таксона из рода Лапчатка (Potentilla).
Род Курильский чай включается в семейство Розовые (Rosaceae) порядка Розоцветные (Rosales), последовательно входящего в более крупные клады Фабиды → Розиды → Суперрозиды → Эвдикоты → Цветковые растения. Таксономическая схема в соответствии с Системой APG IV по состоянию на июнь 2024 года:
|  |                          |  |                                   |                                   |                   |  | еще 8 семейств |               |                    |                                                            |
|  |                          |  |                                   |                                   |                   |  |                |               |                    | 12 подтвержденных видов и 8 видов, ожидающих подтверждения |
|  |                          |  |                                   | порядок Розоцветные               |                   |  |                |               | род Курильский чай |                                                            |
|  |                          |  |                                   | порядок Розоцветные               |                   |  |                |               | род Курильский чай |                                                            |
|  | клада Цветковые растения |  |                                   |                                   | семейство Розовые |  |                |               |                    |                                                            |
|  | клада Цветковые растения |  |                                   |                                   |                   |  |                |               |                    |                                                            |
|  |                          |  | ещё 63 порядка цветковых растений | ещё 63 порядка цветковых растений |                   |  |                | еще 116 родов | еще 116 родов      |                                                            |
|  |                          |  |                                   | ещё 63 порядка цветковых растений |                   |  |                |               | еще 116 родов      |                                                            |

### Виды
Род включает 12 видов:
- Dasiphora arbuscula (D.Don) Soják
- Dasiphora dryadanthoides Juz. — Курильский чай дриадоцветовидный
- Dasiphora ×friederichsenii (Späth ex C.K.Schneid.) Juz. — Лапчатка Фридрихсена
- Dasiphora fruticosa (L.) Rydb. — Курильский чай кустарниковый
- Dasiphora galantha (Soják) Soják
- Dasiphora glabra (G.Lodd.) Soják
- Dasiphora glabrata (Willd. ex Schltdl.) Soják — Курильский чай оголённый, или Курильский чай голый, или Курильский чай даурский
- Dasiphora mandshurica (Maxim.) Juz. — Курильский чай маньчжурский
- Dasiphora parvifolia (Fisch. ex Lehm.) Juz. — Курильский чай мелколистный
- Dasiphora phyllocalyx Juz. — Курильский чай листочашечный
- Dasiphora ×rehderiana (Hand.-Mazz.) Soják
- Dasiphora spectabilis (Businský & Soják) Businský & Soják